# احمد داوودی
احمد داوودی (زادهٔ 20 شهریور 1366؛ رامهرمز) یکی از بازیکنان فوتبال ایران است. این بازیکن در طول در دوران حضورش، در تیم‌های مختلفی از جمله استقلال تهران، صبا قم، استقلال اهواز، نفت مسجد سلیمان، شهرداری ماهشهر،مس رفسنجان،، شهرداری بندرعباس، ایرانجوان بوشهر،حفاری اهواز فوتبال بازی کرده است.